# Gahanopsis deficiens
Gahanopsis deficiens är en stekelart som först beskrevs av Dmitriy Alekseevich Ogloblin 1946.  Gahanopsis deficiens ingår i släktet Gahanopsis och familjen dvärgsteklar. Inga underarter finns listade i Catalogue of Life.